# Contea di Halland
La contea di Halland o Hallands län è una delle contee o län della Svezia situata sulla costa occidentale del paese.
Confina con le contee di Västra Götaland, Jönköping, Kronoberg, Scania e si affaccia sul Kattegat.

## Comuni
|  | - Kungsbacka - Varberg - Falkenberg - Hylte - Halmstad - Laholm |